# Kanga Sakugawa
Kanga Sakugawa (佐久川 寛賀, Sakugawa Kanga) aussi appelé Satunushi Sakugawa est né à Shuri (actuellement Naha) en 1786, dans le royaume de Ryūkyū (ancien pays indépendant de l'archipel d'Okinawa) et mort en 1867. Il a joué un rôle majeur dans le développement des arts martiaux car il est à l'origine du karaté que nous connaissons aujourd'hui.
D'autres dates ont été avancées, 1733-1815, 1782-1837 et 1762-1843, la première de ces périodes est incompatible avec le fait que sa photographie nous est parvenue, celle-ci ayant été inventée en France en 1826, la deuxième est aussi incompatible parce qu'il aurait été plus jeune sur le cliché, la troisième reste possible.

## Biographie
Il aurait été le disciple d'un moine bouddhiste du nom de Peichin Takahara, qui lui enseigna le Shuri-te (littéralement « la main de Shuri »), un des deux grands styles dominants d'arts martiaux de l'île avec le Naha-te, cependant Peichin Takahara serait mort en 1760 avant la naissance de Kanga Sakugawa. Il s'agirait d'une autre personne appelée Michishige Takahara habitant le village de Kume à Okinawa.
Il aurait voyagé plusieurs fois en Chine, le dernier voyage aurait eu lieu en 1836 et il serait mort en 1837 à Pékin, ce qui est contesté car il se serait installé en 1835 dans l'archipel Yaeyama où il baptisa une île Sakugawa et aurait encore été en vie en 1838.
Kanga Sakugawa devint un tel expert qu'il fut surnommé « Tō-de » Sakugawa, ce qui signifie Sakugawa « main de Chine ». Son plus célèbre disciple fut Sōkon Matsumura, le fondateur du Shōrin-ryū.